# Dunnell
Dunnell és una població dels Estats Units a l'estat de Minnesota. Segons el cens del 2000 tenia 197 habitants.

## Demografia
Segons el cens del 2000, Dunnell tenia 197 habitants, 83 habitatges, i 52 famílies. La densitat de població era de 200,2 habitants per km².
Dels 83 habitatges en un 34,9% hi vivien nens de menys de 18 anys, en un 49,4% hi vivien parelles casades, en un 6% dones solteres, i en un 37,3% no eren unitats familiars. En el 34,9% dels habitatges hi vivien persones soles el 14,5% de les quals corresponia a persones de 65 anys o més que vivien soles. El nombre mitjà de persones vivint en cada habitatge era de 2,37 i el nombre mitjà de persones que vivien en cada família era de 3,1.
Per edats la població es repartia de la següent manera: un 25,9% tenia menys de 18 anys, un 8,1% entre 18 i 24, un 27,4% entre 25 i 44, un 20,8% de 45 a 60 i un 17,8% 65 anys o més.
L'edat mediana era de 40 anys. Per cada 100 dones de 18 o més anys hi havia 121,2 homes.
La renda mediana per habitatge era de 38.333 $ i la renda mediana per família de 44.792 $. Els homes tenien una renda mediana de 32.813 $ mentre que les dones 17.188 $. La renda per capita de la població era de 16.333 $. Entorn del 3,5% de les famílies i el 3% de la població estaven per davall del llindar de pobresa.

## Poblacions més properes
El següent diagrama mostra les poblacions més properes.